# Golden Dragon

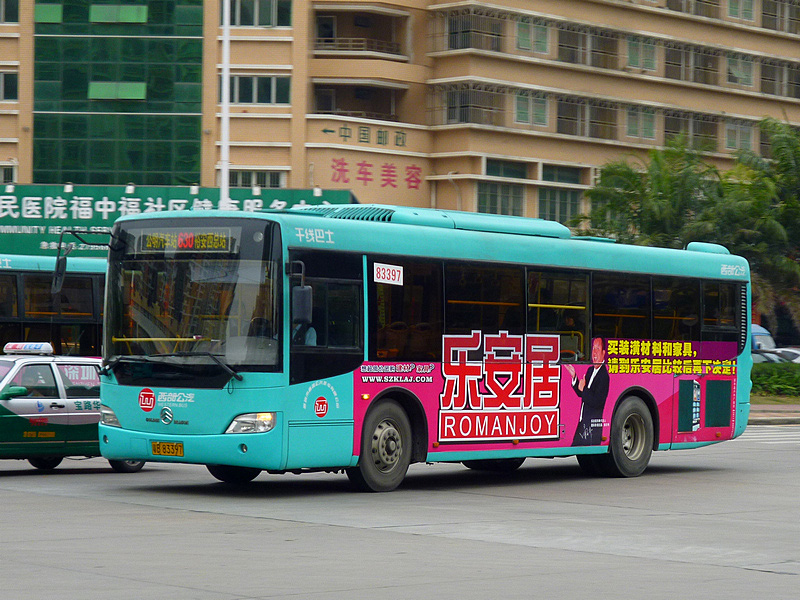
Golden Dragon Linienbus XBBQ 630 in Shenzhen, China

Xiamen Golden Dragon Bus Company Ltd. (kurz: Golden Dragon) ist ein chinesischer Hersteller und weltweit einer der größten Anbieter von Reise-, Stadt- und Kleinbussen. Das 1992 im Rahmen eines Joint Ventures gegründete Unternehmen gehört zum King Long-Konzern und hat eine Produktionskapazität von jährlich über 40.000 Bussen. Seit der überraschenden Vermarktung von dreiachsigen Linienbussen in Skandinavien im Jahre 2011 bemüht sich das Unternehmen um zunehmende Absatzmöglichkeiten in Europa.

## Geschichte
Das Unternehmen Xiamen Golden Dragon Bus Company Ltd. wurde 1992 durch ein Joint Venture zwischen der Xiamen Automobile Company Ltd. und der Hong Kong Faya Company Ltd. gegründet. Am 1. Mai 1992 erfolgte die Grundsteinlegung einer ersten Produktionsstätte auf einer Fläche von 30.000 m2 in Huli, ein Jahr später begann die Produktion des Kleinbusses Golden Dragon XML6390.
Ab 1995 erreichte die Produktionskapazität für diesen Fahrzeugtyp 10.000 Einheiten pro Jahr.
1997 wurde mit der Produktion des Midibusses Star-King XML6700 begonnen, der weitgehend den Aufbau und die Technologie des Toyota Coaster erhielt. Im Folgejahr erreichte der Produktionswert des Unternehmens bereits 368 Millionen RMB.
Im Jahr 2000 wurde die Struktur des Unternehmens um die Produktion großer und mittlerer Reise- und Stadtbussen erweitert; die hierzu geschaffene Xiamen Golden Dragon Van Co. Ltd. Haicang Passenger Car Factory in Haicang erreichte bald eine monatliche Produktionskapazität von zunächst 200 Fahrzeugen.
Bereits 2003 war Golden Dragon der drittgrößte chinesischer Hersteller mittlerer und großer Busse.
Trotz der enormen Inlandsnachfrage in China verstärkt das Unternehmen seine Exportbemühungen, vor allem in Südostasien und Afrika.
Die Deviseneinnahmen aus dem Verkauf von Fahrzeugen ins Ausland überschritten 2007 erstmals 100 Millionen US-Dollar.
2011 gelang es mit dem Verkauf von 10 Hybridbussen für den öffentlichen Personenverkehr in Turku, der fünftgrößten Stadt Finnlands, erstmals einem chinesischen Unternehmen Busse in Skandinavien zu vermarkten. Dabei konnte sich Golden Dragon gegen die in Skandinavien marktführenden Hersteller Scania und Volvo durchsetzen. Die dreiachsigen Fahrzeuge mit einer Länge von 14,8 Metern wurden hinsichtlich der Abgasnorm und der Geräuschemissionen den europäischen Standards angepasst.
Auf der 64. IAA 2012 in Hannover im September 2012 war das Unternehmen mit zwei neuen Modellen vertreten: einem Stadtbus (XML6125CL) in Niederflurtechnik mit 33 Sitzplätzen, 58 Stehplätzen und einem Rollstuhlplatz sowie einem Luxus-Reisebus (XML6125J) mit 51 Sitzplätzen.
Marktbeobachter weisen auf die günstigen Preise für Neufahrzeuge und darüber hinaus für Ersatzteile hin.
Einer Vermarktung in Deutschland steht derzeit (Stand Oktober 2013) ein unzureichendes Händlernetz im Wege. Auch die Verschuldung deutscher Städte und Gemeinden verhindert vielerorts die Beschaffung neuer, umweltfreundlicher Hybridbusse für den ÖPNV.
Nachdem Golden Dragon im Jahr 2012 bereits 4200 Minibusse in Ägypten, absetzen konnte, wurden dort im Februar 2013 weitere 1200 Busse dieses Typs verkauft. Damit konnte das Unternehmen den bisherigen Marktführer in diesem Segment, den japanischen Hersteller Toyota, hinsichtlich der Verkaufszahlen überholen. Afrika, wo aufgrund der lokalen Gegebenheiten ein hoher Bedarf an Minibussen besteht, wird von chinesischen Herstellern inzwischen als schon traditioneller Absatzmarkt gesehen, aus dem sich europäische Automobilunternehmen weitgehend zurückziehen und japanische Hersteller zunehmend verdrängt werden.

## Konzernstruktur
Golden Dragon ist ein Unternehmen der Dachgesellschaft Xiamen King Long United Automotive Industry Company Ltd., kurz King Long, einem der größten Bushersteller der Welt. Zu dieser Gesellschaft gehört auch die Higer Bus Company, Ltd.
Am Standort Huli befinden sich zwei Produktionsanlagen auf einer Grundfläche von 310.000 m2 sowie weiteres Betriebsgelände mit 320.000 m2. Die Produktionskapazität wird mit 40.000 Fahrzeugen pro Jahr angegeben; insgesamt werden rund 4.000 Mitarbeiter beschäftigt (Stand: 2015).
Im März 2013 kündigte das Unternehmen den Aufbau zweier weiterer Produktionslinien an, verbunden mit einer Erhöhung der Produktionskapazität um weitere 6.000 Bussen pro Jahr.
Das Unternehmen hat in China innerhalb weniger Jahre ein landesweites Netzwerk mit vier großen Marketing-Abteilungen in Peking, Schanghai, Zhengzhou und Xi’an, sechs großen Ersatzteilzentren (in Peking, Schanghai, Guangzhou, Changchun, Xi’an und Zhengzhou), mehr als 150 konzerneigene Verkaufsstellen sowie rund 150 autorisierte Werkstätten aufgebaut.

## Wirtschaftliches Umfeld und aktuelle Entwicklung in China
Bedingt durch die sehr große Bevölkerung (mehr Einwohner als Europa und Nordamerika zusammen) und den geringen Motorisierungsgrad der Bevölkerung bei einer gleichzeitig rapide steigenden räumlichen und sozialen Mobilität besteht in der Volksrepublik China eine jährliche Nachfrage nach rund 400.000 Bussen (Stand 2012), davon die Hälfte für den öffentlichen Verkehr.
Allein in der Hauptstadt Peking gilt es die mehr als 28.000 Busse zu modernisieren.
Während der Dachkonzern King Long unter anderem die Weiterentwicklung von reinen Elektrobussen und in Zusammenarbeit mit Universitäten die Entwicklung von leichten und gleichzeitig leistungsstarken Fahrzeugbatterien vorantreibt, hat Golden Dragon seine Aktivitäten bei der Verbesserung von Hybridbussen und mit komprimiertem Erdgas (CNG) betriebenen Fahrzeugen ausgeweitet. Derzeit sind rund 1.000 CNG-Busse des Unternehmens in verschiedenen Städten Chinas im Einsatz und über 1.000 Golden Dragon-Linienbusse mit Hybridantrieb sind in 19 Millionenstädten wie Dalian, Peking, Tientsin, Nantong, Hangzhou, Ningbo, Wuxi, Xiamen, und Kunming sowie auf der Insel Hainan und in Turku, (Finnland) in Betrieb.

## Aktuelle Produkte
Golden Dragon bietet Busse aller Art von 5 bis 14 Metern Länge mit 5 bis 86 Sitzplätzen an: Das Spektrum reicht von Mini- und Midibussen über Reise- und Stadtbusse bis zu Spezialfahrzeugen, wie Schulbusse, Flughafen-Vorfeldbusse und Polizei-Einsatzleitwagen.
In der Kategorie Kleinbusse werden auch Krankenwagen und Werttransporter produziert.
Die Produktpalette wird ständig erweitert.
Verwendet werden Motoren verschiedener Hersteller sowie Komponenten und Bauteile ausländischer Hersteller wie ZF und Voith (Antriebstechnik), WABCO (ABS und ASR), Bosch (ESC, LDW und ACC), MAN, Hino und Hyundai.
Seit 2012 ist ein neu entwickeltes Sport Utility Vehicle im Programm; das Fahrzeug wird – zunächst nur in Asien – unter dem Namen Golden Dragon Righto vermarktet.

## Bildergalerie

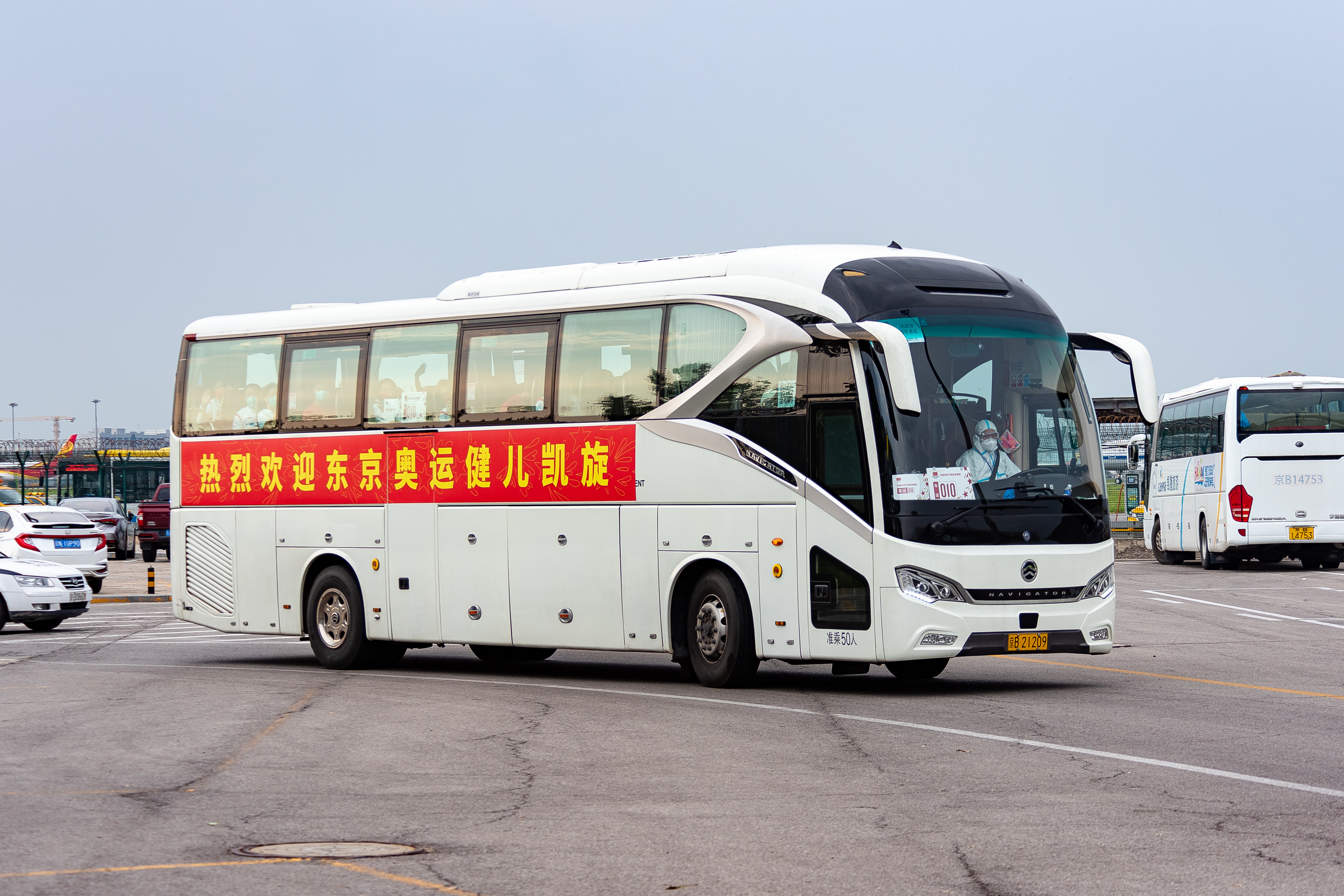
Golden Dragon Navigator
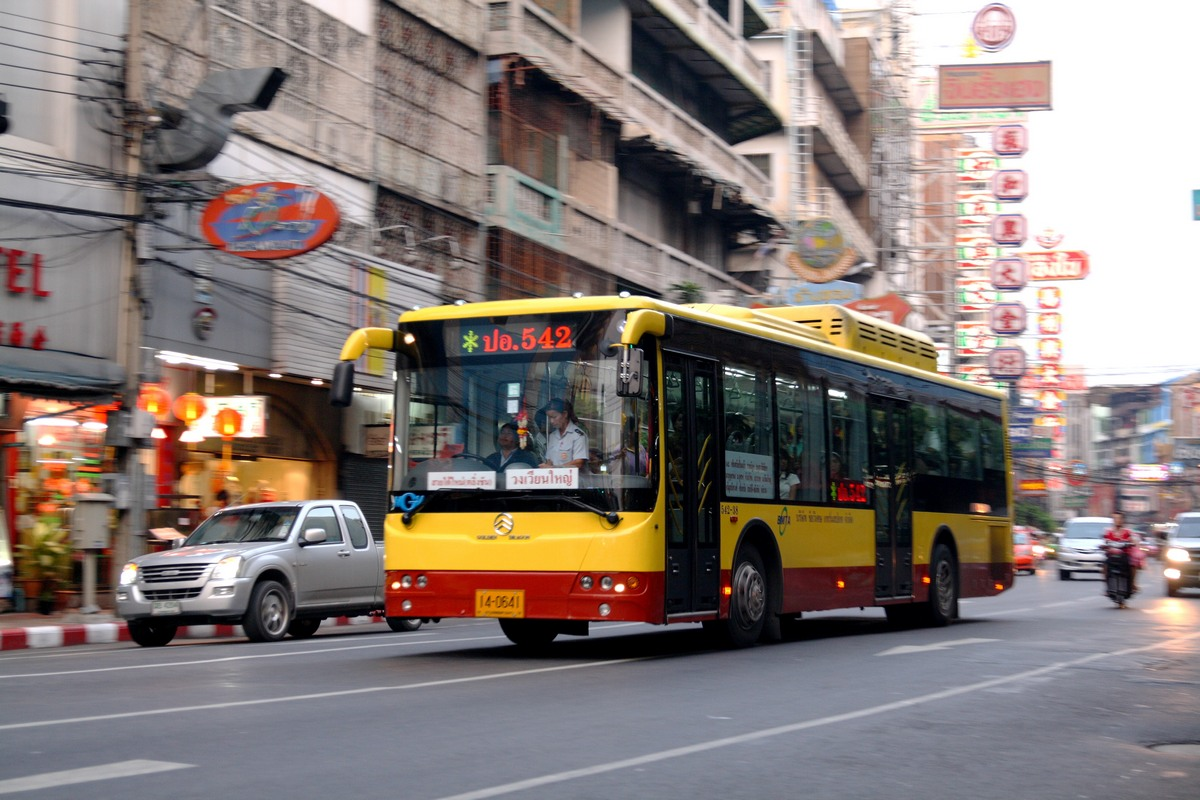
Golden Dragon Linienbus in Bangkok (Thailand)
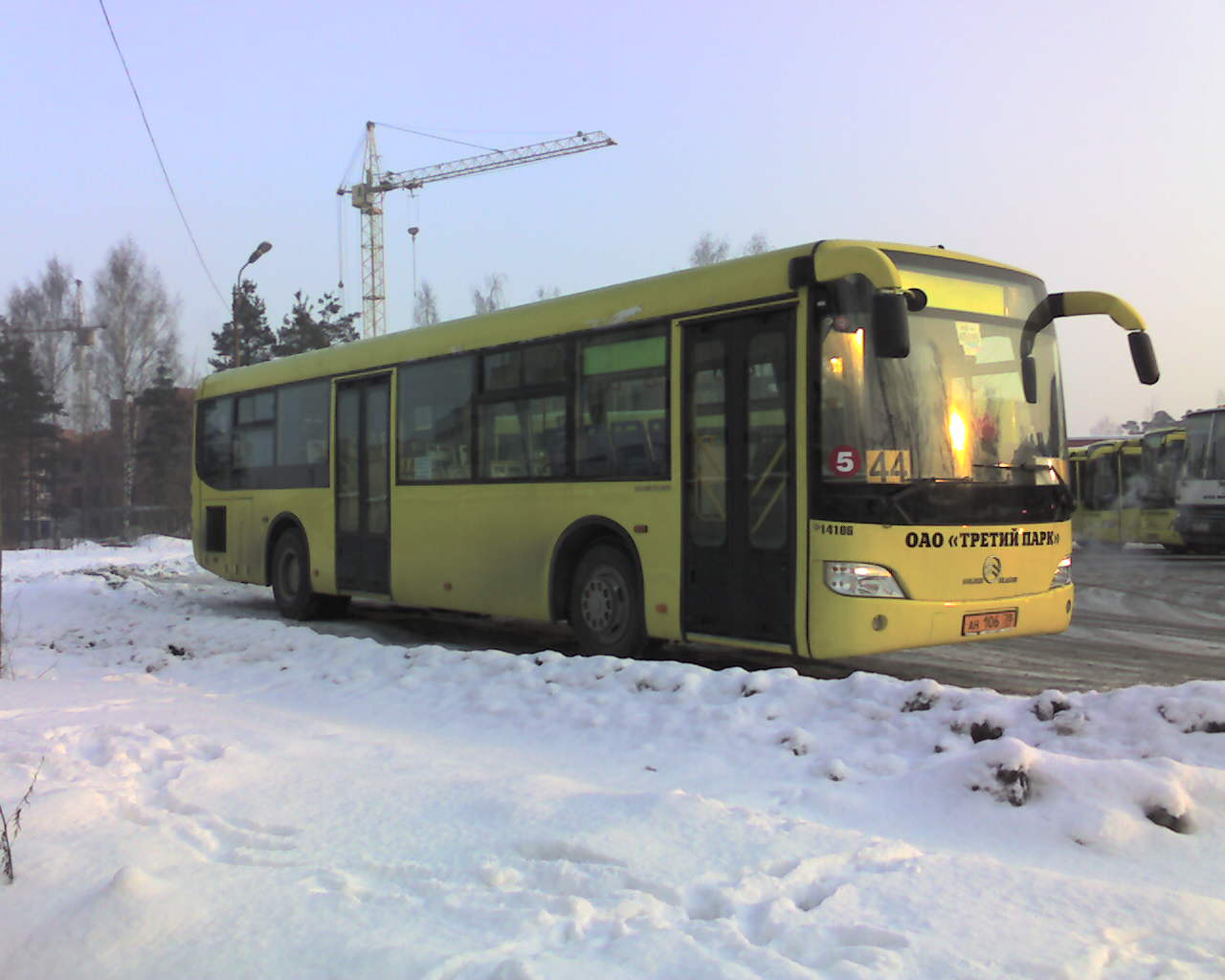
Golden Dragon Stadtbus in St. Petersburg (Russland)
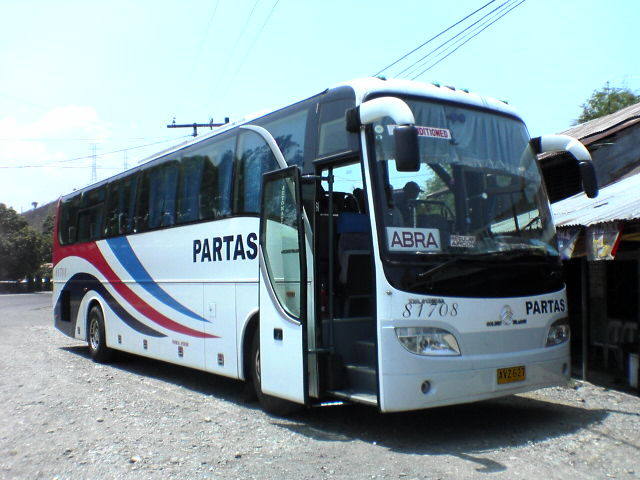
Golden Dragon Bus auf den Philippinen
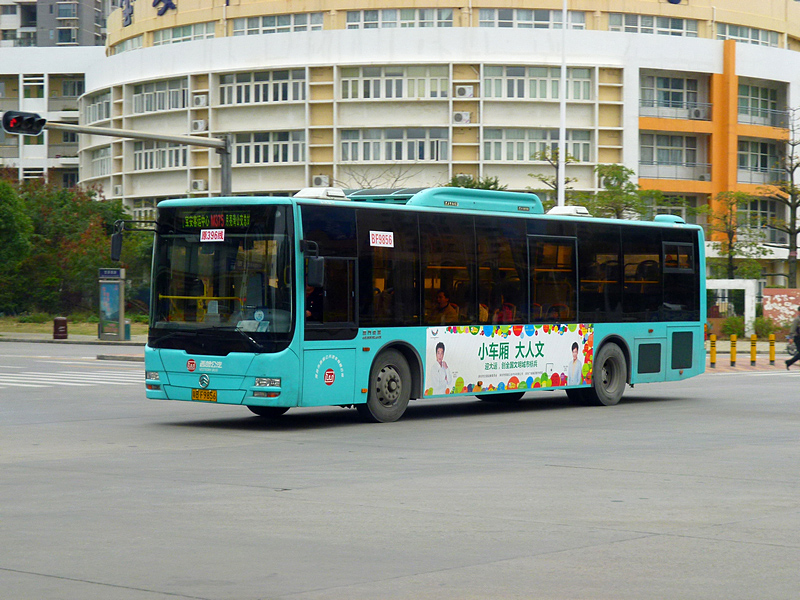
Golden Dragon Stadtbus in Shenzhen (China)